# Mercat del peix de Tsukiji
Akiyama, Fumito; Wataru Suzuki. «Foodies bid farewell to Tokyo's famed Tsukiji fish market» (en anglès).   The Nikkei., 06-10-2018. [Consulta: 27 juliol 2025].
El Mercat del peix de Tsukiji (en japonès: 築地市場, Tsukiji shijō) és el mercat majorista més gran del món pel que fa a peix i marisc i també un dels mercats majoristes més grans del món. Està situat a Tsukiji, al centre de Tòquio, i és una atracció turística important per a visitants estrangers, tot i que els japonesos no el visiten massa.
El mercat va obrir l'11 de febrer de 1935 com a substitut d'un mercat més antic que va ser destruït pel gran terratrèmol de Kantō de 1923. Va tancar el 6 d'octubre de 2018 i les operacions majoristes es van traslladar al nou mercat de Toyosu.

## Situació

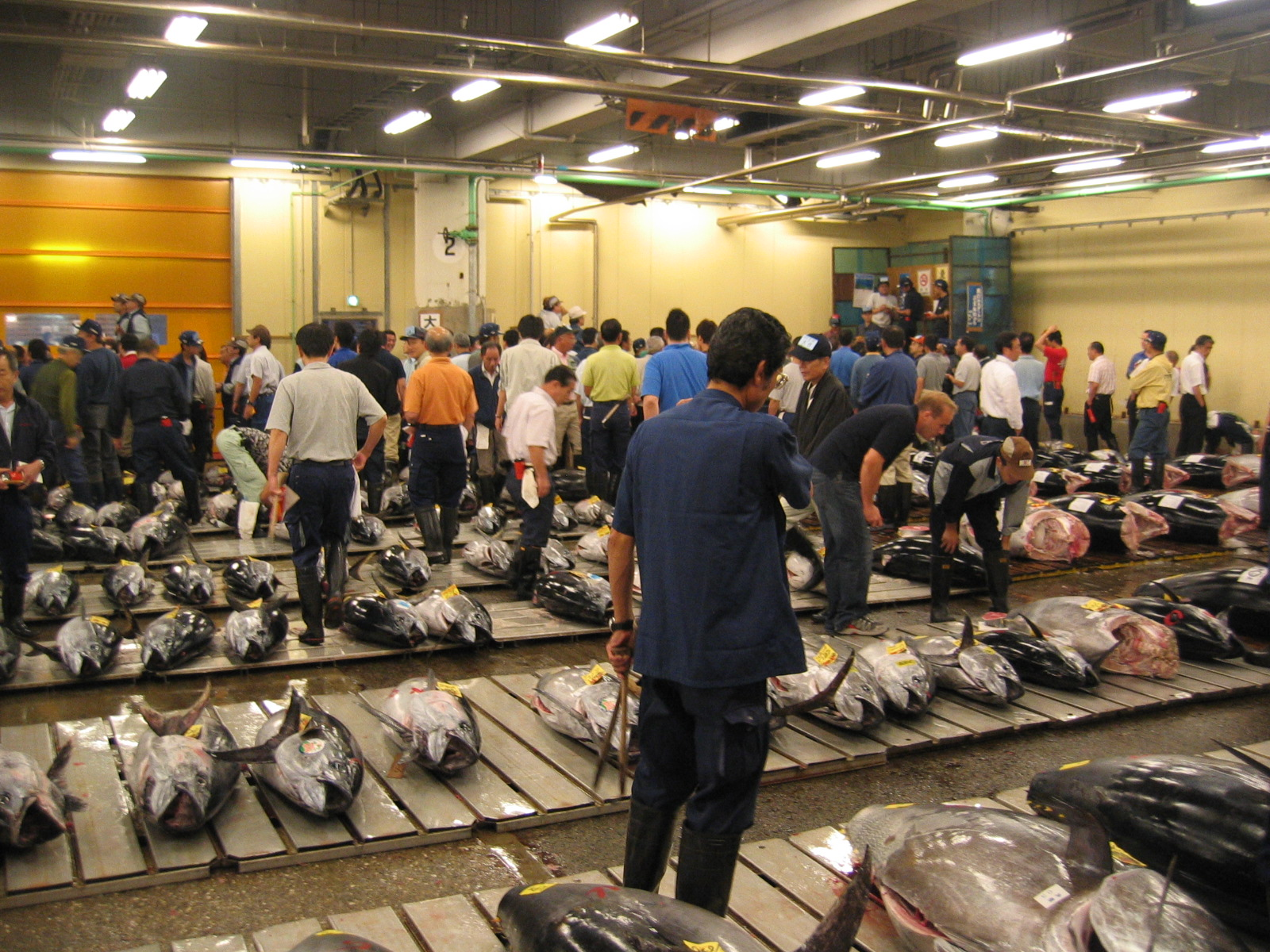
Final d'una subhasta de tonyina fresca a Tsukiji.

El Tokyo Metropolitan Central Wholesale Market, conegut com a Mercat del peix de Tsukiji està situat a prop de l'estació Tsukijishijō de la línia Toei Ōedo i de l'estació Tsukiji de la línia Tokyo Metro Hibiya. Hi ha dues seccions diferents: el mercat interior (jonai shijo) és on hi ha les llicències de majoristes i on es processa el peix. El mercat exterior (jogai shijo) és una mescla de mercat majorista i minorista, sobretot restaurants de suchi. Aquests establiments tanquen al principi de la tarda, mentre que els establiments de l'interior tanquen abans.

## Economia

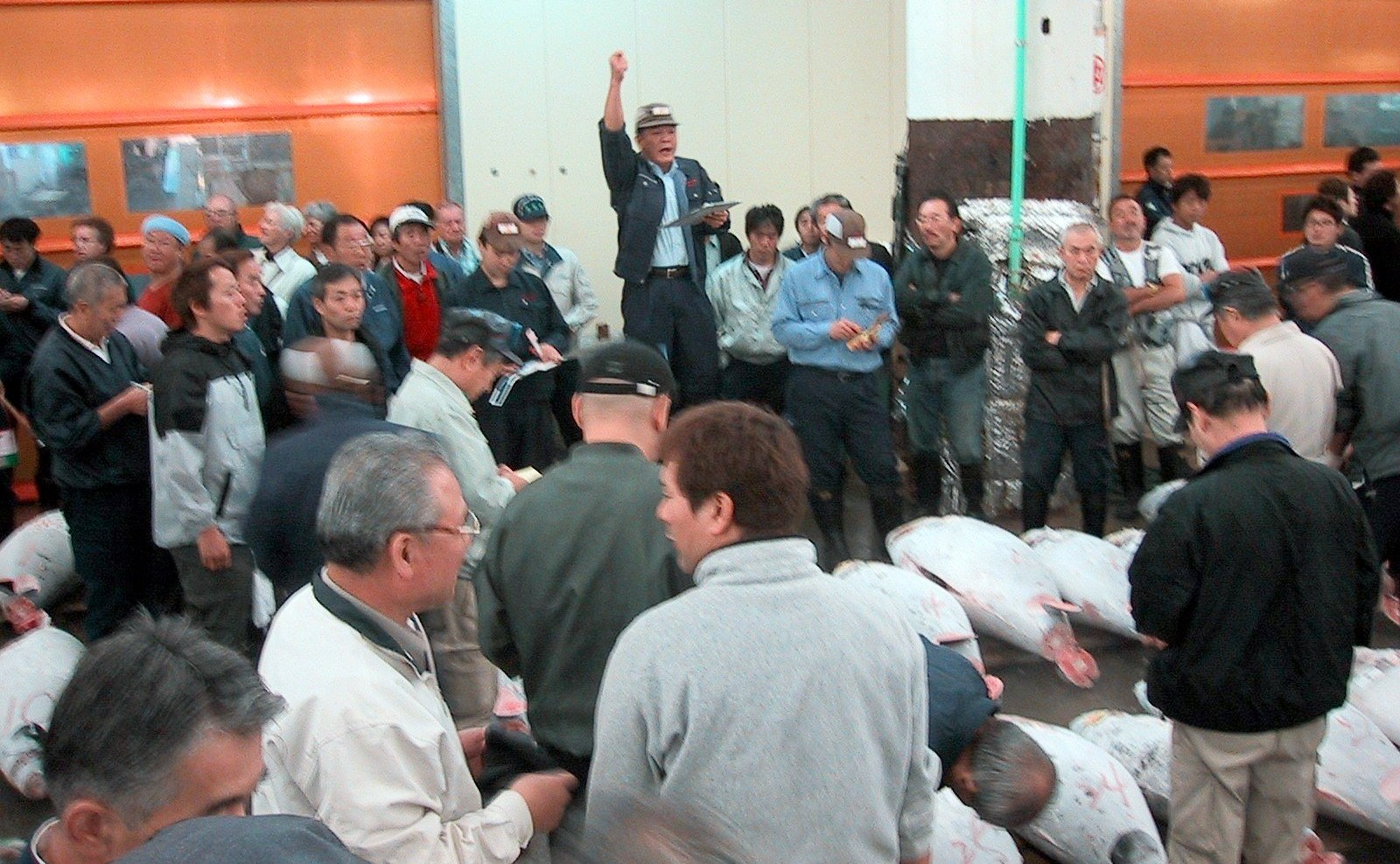
Subhasta de tonyina a Tsukiji

El mercat té més de 400 tipus diferents de productes del mar, des de les petites sardines fins a la tonyina, des del peix més barat al caríssim caviar. Cada any s'hi venen més de 700 mil tones de peix i marisc amb un valor de 600.000 milions de iens, aproximadament 5.500 milions de dòlars. Tsukiji sol vendre més de 2.000 tones mètriques de peix per dia. El nombre de treballadors varia de 60.000 a 65.000: inclouen venedors, distribuidors, oficials, comptables...

## Operacions

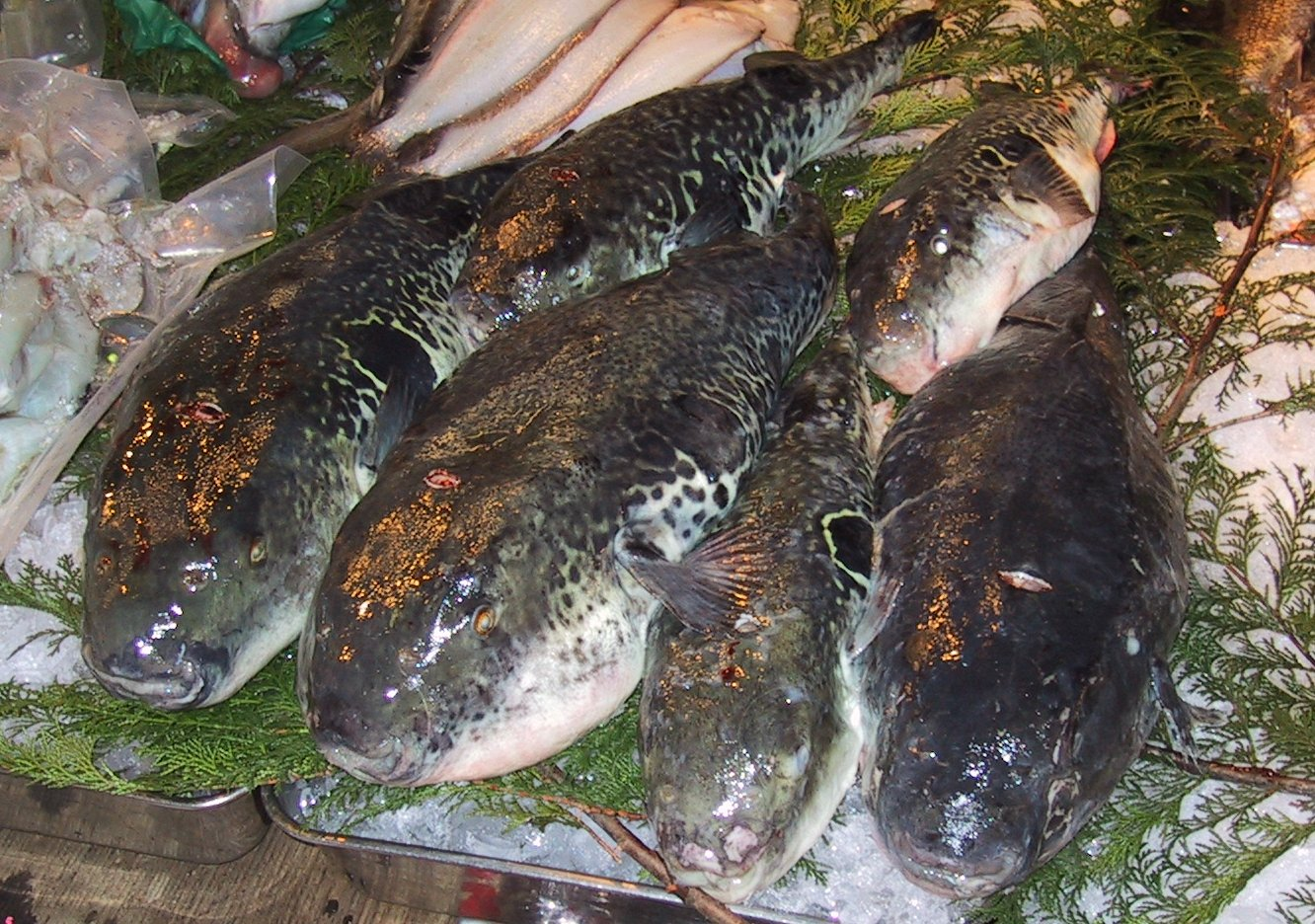
Una safata amb sis fugu amb gel en venda a Tsukiji.

El mercat obre tots els dies a les 3:00 de la matinada, excepte els diumenges, festius i alguns dies especials durant la setmana, amb l'arribada de productes per vaixell, camió i avió des de tots els racons del món. És interessant veure la descàrrega de les tonyines de gran volum. Els venedors de les parades majoristes (en japonès oroshi gyōsha) estimen els valors i preparen els productes rebuts per a les subhastes. Els compradors, amb llicència per participar en les subhastes, inspeccionen els peixos per tal de determinar quins són els lots per als quals volen fer una oferta i quin és el preu que estan disposats a pagar.

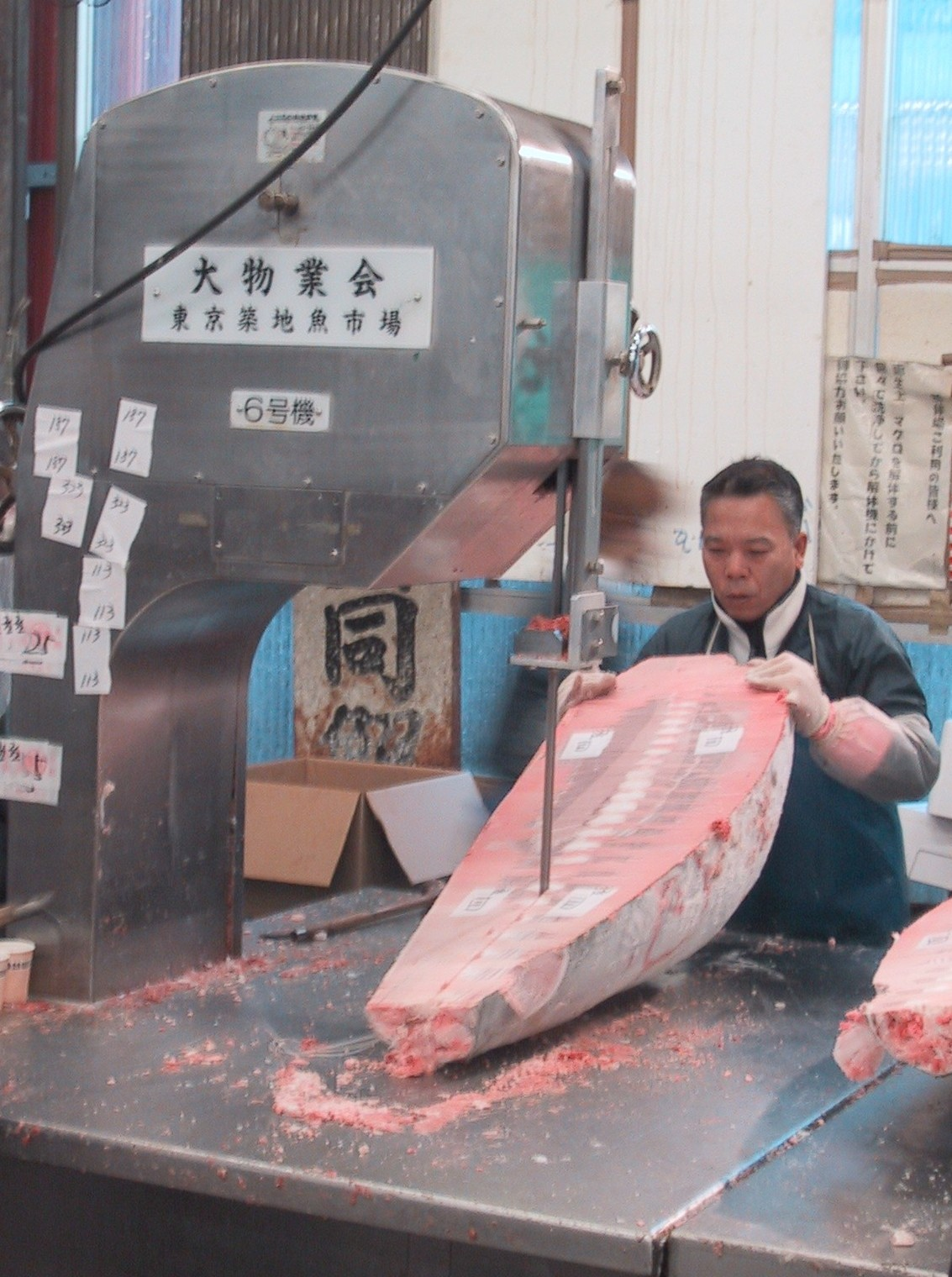
Trinxat d'una tonyina congelada amb una serra

Les subhastes comencen a les 5:20. Només qui té una llicència hi pot participar, que poden ser majoristes intermediaris nakaoroshi gyousha, que tenen altres negocis al mercat, com també altres compradors, restaurants, companyies de processament d'aliments i grans supermercats.
Les subhastes acaben cap a les 7:00. Llavors el peix que ha estat comprat és carregat en camins per a ser entregat al destinatari, o en petits carretons per transportar-lo a algun dels establiments que hi ha al mercat. Allí els propietaris de les peixateries els trossegen i preparen per a la venda minorista. En el cas dels peixos grans, com la tonyina o el peix espasa, el tall i la preparació és molt laboriós. Si el peix ve congelat s'usen grans serres mecàniques, mentre que el peix fresc és desmenudat amb ganivets especials, alguns de més d'un metre de llargada anomenats Oroshi hocho, maguro-bocho, o Hancho hocho.
El mercat desenvolupa la màxima activitat entre eles 5:30 i les 8:00, després l'activitat disminueix notablement. Molts establiments comencen a tancar les portes a les 11:00 i el mercat tanca per a netejar-se a les 13:00.
Inspectors del govern i de l'àrea metropolitana de Tokyo supervisen les activitats en el mercat per fer complir les lleis i regulacions sobre la higiene dels aliments.